# Алфред Дијамантштајн
Алфред Дијамантштајн (Загреб, 1896 - ?, 1941), био је југословенски комунист и члан руководства Југословенске комунистичке фракције (ЈКФ) у Будимпешти за време постојања Мађарске Совјетске Републике.
Након хапшења 1919. издао је полицији све што је знао о припреми комунистичке револуције у Краљевини СХС, што је остало упамћено као афера Дијамантштајн.

## Рана биографија
Алфред Дијамантштајн је рођен 1896. године у Загребу у јеврејској породици Лудвига Дијамантштајна. За време Првог светског рата служио је у војсци Аустро-Угарске Монархије.

## Афера Дијамантштајн
Широј јавности Краљевине Срба, Хрвата и Словенаца тј. Краљевине Југославије, а касније и СФР Југославије, је постао познат по Афери Дијамантштајн. Алфред је 1919. године, у време хапшења од стране редарства Краљевине Срба, Хрвата и Словенаца (Краљевина Југославија), имао 23 године. У затвору није издржао тортуру те је издао све што је знао и радио. Као резултат његовог признања, ухапшено је 65 лица, међу којима су били чланови Централног комитета Комунистичке партије Краљевине Срба, Хрвата и Словенаца организованог крајем 1918. у Москви од југословенских комуниста учесника Октобарске револуције, те руководиоци ЦК Социјалистичке радничке партије Југославије (комуниста) (СРПЈ(к)) попут Филипа Филиповића, Симе Марковића, Владимира Ћопића, Ђуре Цвијића и осталих.
Према реферату Четврте армијске области, Алфред је на саслушању код редарственог повереништва у Загребу од 2. августа 1919. признао да се почетком исте године, нашавши се у Пешти без занимања и средстава, био присиљен обратити Бели Куну да му омогући запослење. Добио је писмено потписано решење од Куна, по коме се имао пријавити комесаријату за инострану пропаганду и то код шефа одељења Пора, који је имао великог уплива на све пропагаторе у иностранству, особито у Краљевини Југославији. Са тим решењем, Алфред се упутио у уред фракције југословенских комуниста који су се налазили у Пешти, Рожа улица 61. Председник фракције, Иван Матузовић, је по доласку испитивао Алфреда да се убеди о његовом бољшевичком активизму, чланству у СРПЈ(к) и кога тамо познаје. Матузовић га је потом упутио да се нађе са Николом Ковачевићем и Владимиром Ћопићем у Загребу, те да се обрати капетану Југословенске краљевске војске Јосипу Мецгеру који је требао да га упути у стварање пропаганде у војсци. Алфред је у Загреб понео Матузовићево писмо са упутама односно директивама за деловање југословенских комуниста и 5.000 мађарских круна. У Загребу се преко Мирослава Крлеже повезао с најодговорнијим комунистима те им је пренео новац и поруке за заједничку револуционарну акцију. Преко његових руку је до хапшења прешло 26.200 круна које је у Загребу разделио члановима СРПЈ(к). Приликом хапшења, редарство је код Алфреда нашло једну шифру (добио ју је од Фрање Дробника) коју су чланови СРПЈ(к) користили за међусобну комуникацију, бележницу у којој је писао у којој је сврхи и коме издавао новац и разне брошуре бољшевичког садржаја. На испитивању је Алфред признао да је имао намеру све те радње пријавити редарству, јер је дошао до убеђња "да је Бела Кун велико зло и да друштво људско преживљује једну велику своју несрећу, а само кривицом Беле Куна". Према реферату Четврте армијске области, Алфред је такођер признао да никада није био бољшевик нити је држао да бољшевичка идеја може да се реализује, те да жали што је прерано ухапшен јер му је тако онемогућена намера да се потпуно увуче у бољшевичку пропаганду на тлу Краљевине Југославије и да у прикладан час све открије властима.
Алфред је 7. априла 1920. пресудом проглашен кривим. Осуђен је на три месеца затвора, но како је у затвору провео више од осам месеци, био је пуштен на слободу. Након суђења о Алфреду се врло мало зна.

## Афера Техничка унија
Пред Други светски рат Алфред Дијамантштајн се појавио као протагонист још једне афере, овог пута профашистичке, под лажним именом Милан Данић. Фебруара 1937. године Југославију је потресла Афера "Дијамантштајн - Техничка унија - Збор". Орган Комунистичке партије Југославије (КПЈ) "Пролетер" устврдио је да је био умешан у аферу твртке "Технише Унион", која је у то време под изговором продаје техничке робе финансирала фашистички покрет Димитрија Љотића.

## Смрт
Према неким верзијама Алфред је убијен на почетку рата.